# Little Staughton
Little Staughton – wieś w Anglii, w hrabstwie ceremonialnym Bedfordshire, w dystrykcie (unitary authority) Bedford. Leży 14 km na północ od centrum miasta Bedford i 85 km na północ od centrum Londynu.